# Brunonia australis
Brunonia australis is een tweezaadlobbige plant uit Australië. Vaak wordt deze beschouwd als een eigen familie Brunoniaceae. Het APG-systeem (1998) en het APG II-systeem (2003) voegen de soort in bij de familie Goodeniaceae.